# Diol

L'éthylène glycol, un diol simple.

La résorcine (résorcinol), un des isomères du benzènediol.

Un diol ou glycol est un composé organique portant deux groupes hydroxyle (-OH).
Lorsque les deux groupes hydroxyle sont portés par le même atome de carbone, on parle de diol géminal. Parmi ceux-ci, on compte par exemple le méthanediol (H2C(OH)2) ou le 1,1,1,3,3,3-hexafluoropropane-2,2-diol ((F3C)2C(OH)2), la forme hydratée de l'hexafluoroacétone.
On parle de diol vicinal lorsque les deux groupes hydroxyle sont en position vicinale, c'est-à-dire attachés à des atomes de carbone adjacents. On compte parmi ceux-ci l'éthane-1,2-diol ou éthylène glycol (HO-(CH2)2-OH), un composant courant des produits antigels ou le propane-1,2-diol (propylène glycol,  HO-CH2-CH(OH)-CH3).
Parmi les composés avec des groupes hydroxyle bien plus éloignés, on compte le butane-1,4-diol (HO-(CH2)4-OH) ou encore le bisphénol A.

## Classification
Les diols peuvent être classés en différents groupes, selon qu'ils sont :
- linéaires ou ramifiés ;
- aliphatiques ou aromatiques (bisphénol A).

Exemples de diols aliphatiques :
| Linéarité | Diols vicinaux                                     | Groupes hydroxyle sur des atomes non voisins                                                  |
| --------- | -------------------------------------------------- | --------------------------------------------------------------------------------------------- |
| Linéaire  | Éthylène glycol                                    | Propane-1,3-diol, butane-1,4-diol, pentane-1,5-diol, hexane-1,6-diol, octane-1,8-diol         |
| Ramifié   | Propane-1,2-diol, butane-1,2-diol, butane-2,3-diol | Butane-1,3-diol, pentane-1,2-diol, étohexadiol, p-menthane-3,8-diol, 2-méthylpentane-2,4-diol |

## Synthèse
Les diols étant des composés assez communs, de nombreuses méthodes de préparation ont été développées :
- les diols vicinaux peuvent être produits par oxydation d'alcènes, habituellement en présence de permanganate de potassium dilué en milieu acide. Ils peuvent être également formés par hydrolyse d'époxydes en milieu acide ou basique (diols vicinaux anti) ;
- de la même façon, on peut utiliser du tétroxyde d'osmium pour oxyder des alcènes en diols vicinaux ;
- le peroxyde d'hydrogène réagit avec les alcènes pour former un époxyde, qui peut ensuite, par saponification donner un diol, par exemple dans la synthèse du transcyclohexanediol en quantité[2] ou par microréacteur[3] :

- une réaction chimique appelée dihydroxylation asymétrique de Sharpless (en) peut être utilisée pour produire des diols chiraux à partir d'alcènes en utilisant un réactif osmate et un catalyseur chiral ;
- d'autres méthodes incluent la cis-hydroxylation de Woodward (en) (cis diol) ou la réaction de Prévost (en) (anti diol), décrite plus bas, utilisant toutes deux du diiode et des sels d'argent d'acide carboxylique :

- dans la réaction de Prins, des diols 1,3 peuvent être formés par la réaction entre un alcène et le formaldéhyde ;
- les diols géminaux peuvent être formés par hydratation des cétones.

## Réactions

### Diols en général
Un diol réagit comme un alcool, par exemple par estérification ou par formation d'éther-oxyde (synthèse de Wiliamson, par exemple).
Les diols comme l'éthylène glycol sont utilisés comme co-monomères dans des réactions de polymérisation formant des  polymères, comme pour le polyesters et les polyuréthanes. Un monomère différent avec deux groupes fonctionnels identiques, comme le dichlorure de dioyle ou l'acide dioïque sont nécessaires pour poursuivre le processus de polymérisation par des estérifications répétées.
Un diol peut être converti en éther-oxyde cyclique en utilisant une catalyse acide, réaction connue sous le nom de cyclisation de diol. La réaction débute par une protonation  d'un des groupes hydroxyle, suivie par une substitution nucléophile intramoléculaire du second groupe hydroxyle, attaquant le carbone électropositif. Si le nombre d'atomes carbone dans la chaîne est suffisant, pour que l'angle ne soit pas trop grand et les liaisons pas trop tendues, un éther cyclique peut être formé.

### Diols vicinaux
Dans le clivage du glycol, la liaison C-C d'un diol vicinal est clivée avec formation de cétones et/ou d'aldéhydes. Une des applications de ces diols vicinaux est la protection de fonction carbonyle par acétalisation, en milieu acide non aqueux.

### Diols géminaux
En général, les diols géminaux organiques sont facilement déshydratés pour former un groupe carbonyle. Par exemple, l'acide carbonique ((HO)2C=O) est instable et a tendance à se transformer en dioxyde de carbone (CO2) et en eau (H2O). Cependant, dans quelques rares situations, l'équilibre chimique est en faveur du diol géminal. Par exemple, le formaldéhyde (H2C=O) est dissous dans l'eau en un diol géminal, le méthanediol (H2C(OH)2). D'autres exemples sont les diols géminaux cycliques comme le décahydroxycyclopentane (C5(OH)10) ou le dodécahydroxycyclohexane (C6(OH)12), qui sont stables, alors que leurs équivalents oxydes de carbone (C5O5 et C6O6) ne semblent pas l'être.

## Polymères diols
Ce sont des oligomères fonctionnalisés en bouts de chaînes par des fonctions hydroxyle. Selon les références, ils peuvent être nommés « oligomères glycols », « macrodiols » ou « oligomères hydroxytéléchéliques ». Les polymères diols les plus utilisés ont une masse molaire relativement faible, comprise entre 500 et 3 000 g/mol. Les exemples-types sont :
- les polyéthers diols ;
- les polyesters diols ;
- les polycarbonates diols : polycarbonate d’hexaméthylène diol (PCHMD) ;
- les polyalcadiènes diols : polybutadiène hydroxytéléchélique (PBHT)…